# 24 Heures du Mans (jeu vidéo)
Pour les articles homonymes, voir 24 Heures du Mans (homonymie).
24 Heures du Mans est un jeu vidéo tiré de l'événement éponyme. En version originale, le jeu se nomme Test Drive: Le Mans. Ce jeu fait partie de la saga Test Drive même si le nom a été tronqué pour la version française. Le jeu propose, malgré son titre, des courses différentes.

## Système de jeu
La version Playstation 2 comporte 70 voitures et 12 circuits tels Suzuka, le célèbre circuit des 24h du mans ou encore le circuit Bugatti contrairement à la version Dreamcast qui n'en contient que respectivement 40 et 10. Le jeu propose des courses rapides, des épreuves en contre-la-montre ou des championnats pour débloquer des voitures supplémentaires. Le cœur du jeu en lui-même est centré autour de la course éponyme, qui peut se dérouler sur 24h réelles si le joueur le souhaite. Il prend également en compte le cycle jour-nuit lors de la course de 24h, et possède également des conditions climatiques changeantes. 

## Accueil
- Jeuxvideo.com : 12/20 (PS)[2] - 12/20 (PC)[3] - 18/20 (DC)[4] - 18/20 (GBC)[5]